# Christophe Quet
 (octobre 2018).
Christophe Quet, né le 13 mars 1969 à Nîmes, est un dessinateur français de bande dessinée.

## Biographie
Après des études d'architecture intérieure puis de lettres (option cinéma et audiovisuel) à la faculté de Montpellier, il fait carrière dans la bande dessinée à Clichy où il effectue son service national avec le statut d'objecteur de conscience au sein d'une association de scoutisme, les Éclaireuses et Éclaireurs unionistes de France. Il y dessine des planches humoristiques de quatre pages destinées aux adolescents dans des journaux internes tels que le bimestriel Bivouac.
Fred Blanchard et Olivier Vatine, qui dirigent alors la collection série B pour les éditions Delcourt, le mettent en relation avec Fred Duval et leur collaboration aboutit à la série de space opera Travis. 
Il participe aussi à la série Hauteville House, également écrite par Fred Duval.
Fan de comics, il s'est, à ses débuts, inspiré des bandes dessinées de Moebius ou Druillet et de ses lectures axées sur la science fiction, que ce soient des bandes dessinées (Métal hurlant) ou des romans (Gibson, Williams). Après avoir résidé à Aubervilliers en Seine-Saint-Denis, il vit désormais à Rouen où vit également son scénariste.

## Œuvres
- Travis (10 tomes) écrits par Fred Duval. Série débutée en 1997. Quet n'en a cependant dessinées que 9
- En direct de la guerre écrit par Emmanuel Viau (3 tomes) publié chez Fleurus en 2006
- Travis / Karmatronics (1 tome) publié en 2002